# Ravarino
Ravarino là một đô thị ở tỉnh Modena thuộc vùng Emilia-Romagna, có vị trí cách khoảng 30 km về phía tây bắc của Bologna và khoảng 15 km về phía đông bắc của Modena. Tại thời điểm ngày 31 tháng 12 năm 2004, đô thị này có dân số 5.900 người và diện tích 28,5 km².
Đô thị Ravarino có các frazioni (đơn đơn vị cấp dưới, chủ yếu là các làng) Rami, Casoni, Stuffione, và La Villa.
Ravarino giáp các đô thị: Bomporto, Camposanto, Crevalcore, Nonantola.